# (545293) 2011 FX62
(545293) 2011 FX62, também escrito como (545293) 2011 FX62, é um corpo celeste que é classificado como um centauro, numa classificação estendida de centauros. Ele possui uma magnitude absoluta de 7,4 e tem um diâmetro estimado de cerca de 146 quilômetros.

## Descoberta
(545293) 2011 FX62 foi descoberto no dia 28 de março de 2011.

## Órbita
A órbita de (545293) 2011 FX62 tem uma excentricidade de 0,580 e possui um semieixo maior de 48,530 UA. O seu periélio leva o mesmo a uma distância de 20,385 UA em relação ao Sol e seu afélio a 76,675 UA.